# Keikaisen
Keikaisen (jap. 警戒船) – w Japonii specjalnie wyposażone łodzie, które ostrzegają przepływające statki o trwających pracach konstrukcyjnych lub naprawczych na wodzie. Odpowiedzialne za ich zorganizowanie, usytuowanie i opłacanie są firmy budowlane. Podobny system informowania i ostrzegania istnieje również na drogach lądowych i ulicach miast.

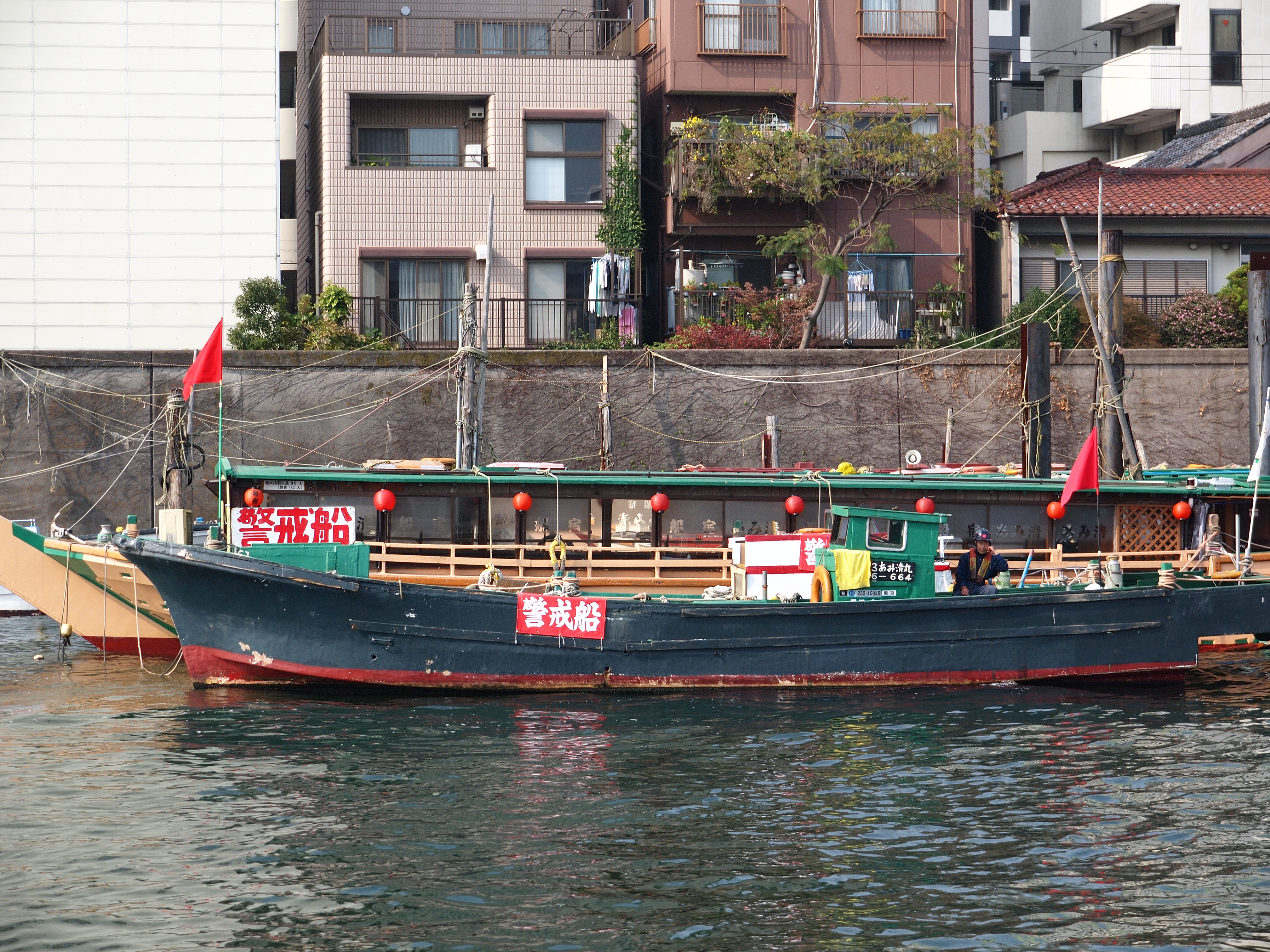
Keikaisen

Koordynacja i kontrola pracy łodzi ostrzegających należy do Straży Wybrzeża Japonii. Data pierwszego użycia keikaisen nie jest znana.
W latach osiemdziesiątych XX wieku Straż Wybrzeża Japonii, z powodu wzmożonych prac konstrukcyjnych nad rzekami (np. tamy, mosty) i wzdłuż wybrzeży (wzmacnianie, betonowanie brzegów) utworzyła i znormalizowała dyrektywy dotyczące wykorzystania keikaisen.